# Dorcasta implicata
Dorcasta implicata är en skalbaggsart som beskrevs av Julius Melzer 1935. Dorcasta implicata ingår i släktet Dorcasta och familjen långhorningar. Inga underarter finns listade i Catalogue of Life.